# رحال (اسم)
رحال هو اسم علم مذكر من أصل عربي، ومعناه هو كثير السياحة والتجول، المتنقل من مكان إلى مكان، والرحال كذلك صانع الرحالو، الرحل ما يجعل على ظهر البعير كالسرج.

## وصلات خارجية
- موسوعة السلطان قابوس لأسماء العرب نسخة محفوظة 5 أبريل 2019 على موقع واي باك مشين.